# Hogan Lovells
Hogan Lovells est un cabinet d’avocats pour les entreprises, les institutions financières et les organismes d’État.
Son siège social est basé à la fois à Londres et à Washington.

## Histoire
Hogan Lovells a été créé le 1er mai 2010 à la suite de la fusion de Hogan & Hartson, basé à Washington et Lovells basé à Londres.
En décembre 2013, Hogans Lovells intègre à son réseau la firme sud-africaine Routledge Modise.
Steve Immelt est CEO depuis le 1er juillet 2014.

## Informations économiques
Hogan Lovells est spécialisé dans le domaine du droit des affaires, du contentieux et de l'arbitrage, de la finance, du réglementaire et de la propriété intellectuelle. En 2015, son chiffre d'affaires représente 1 milliard de dollars[réf. nécessaire]. Cette même année, son chiffre d'affaires a augmenté de 2,3 %, ce qui correspond à une hausse de 8,2 % à taux de change constant.
Hogan Lovells compte environ 2 500 avocats répartis dans ses bureaux propres ou associés en Europe, aux États-Unis, en Afrique, en Amérique latine, en Asie, en Australie et au Moyen-Orient.

## Personnalités
- Akima Paul Lambert travaille pour le cabinet d'avocat de Hogan Lovells. Elle occupe le poste d'associée, se consacrant principalement à des litiges commerciaux de nature complexe[4]. Parallèlement, elle apporte également son expertise à la pratique juridique axée sur la région caribéenne au sein du cabinet[5].

- Valentin Ribet, victime de l'attentat du Bataclan, était avocat à Hogan Lovells[6].